# Ramazzottius subanomalus
Ramazzottius subanomalus är en djurart som tillhör fylumet trögkrypare, och som först beskrevs av Vladimir I. Biserov 1985.  Ramazzottius subanomalus ingår i släktet Ramazzottius och familjen Hypsibiidae. Inga underarter finns listade i Catalogue of Life.